# Orchomenos (Arkadien)

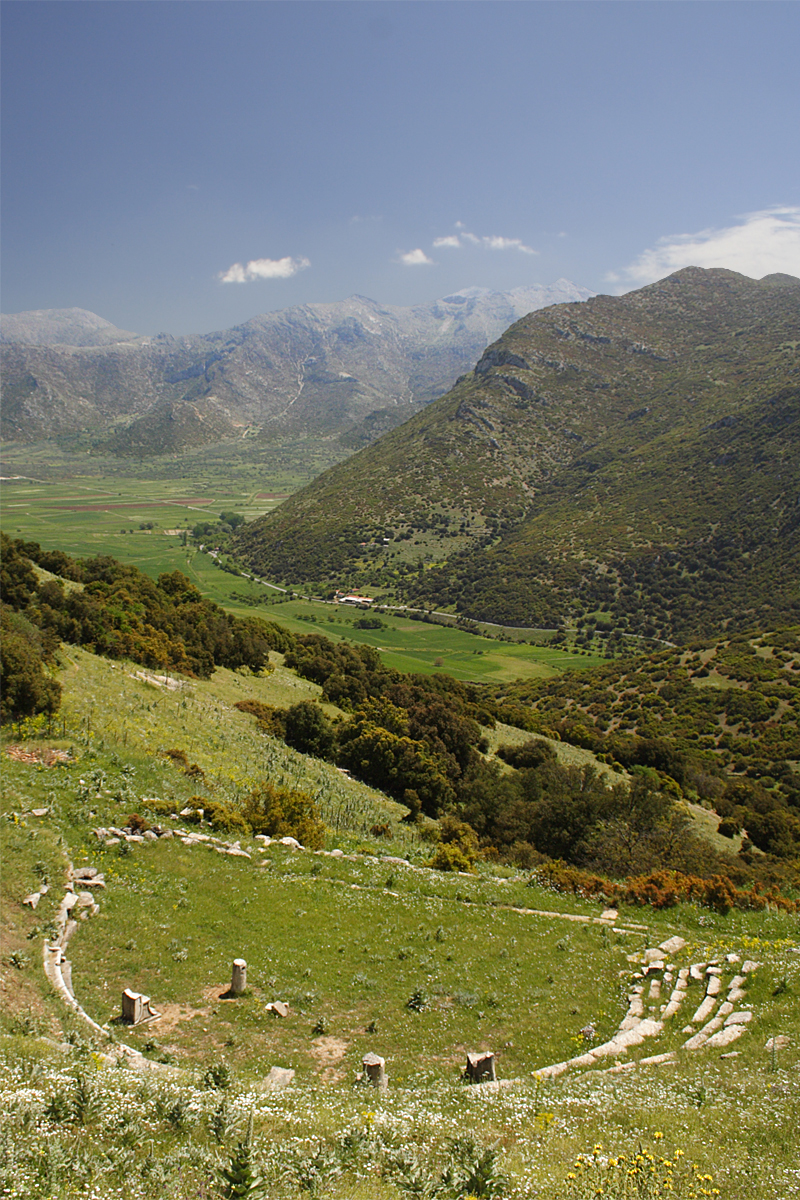
Das antike Theater, hinten: Karst Becken, damals mit, heute ohne See

Das arkadische Orchomenos (altgriechisch Ὀρχομενός; neugriechisch Ορχομενός, beides (m. sg.)) war eine antike griechische Stadt in Arkadien (Peloponnes). Die Stadt lag auf 750 m Höhe und wird schon bei Homer erwähnt. Im 7. Jahrhundert v. Chr. war sie die führende Macht in Arkadien. Seit dem 6. Jahrhundert v. Chr. gehörte sie dem Peloponnesischen Bund an. Sie war während der Perserkriege mit 600 Hopliten bei der Schlacht von Plataiai vertreten. Nach wechselnden Bündnissen wurde sie 233 v. Chr. von Antigonos III. Doson erobert. In römischer Zeit war sie nach den Zeugnissen von Strabon und Pausanias beinahe verlassen, doch ist ihr Fortbestand bis ins 4. Jahrhundert n. Chr. bezeugt.
Pausanias überliefert für Orchomenos den Kult der Artemis Kedreatis mit einem hölzernen Kultbild, das in einem großen Zedernbaum aufgestellt war („ἐν κέδρῳ μεγάλῃ“), von dem auch ihr Name hergeleitet wird.
Die Ausgrabungsstätte umfasst eine Stadtmauer, eine Agora, Reste eines Tempels der Artemis und vor allem Überreste eines Theaters aus dem 4. Jahrhundert v. Chr. In der Nähe des Ausgrabungsgeländes finden sich Überreste eines Dammes, der wohl in mykenischer Zeit errichtet wurde.